# Петр Свобода
Петр Свобода (чеськ. Petr Svoboda; нар. 14 лютого 1966, Мост) — чеський хокеїст, що грав на позиції захисника. Грав за збірну команду Чехії.
Олімпійський чемпіон. Володар Кубка Стенлі в складі «Монреаль Канадієнс» (1986). Провів понад тисячу матчів у Національній хокейній лізі.

## Ігрова кар'єра
Хокейну кар'єру розпочав на батьківщині 1982 року виступами за команду «Літвінов».
1984 року був обраний на драфті НХЛ під 5-м загальним номером командою «Монреаль Канадієнс». 
Протягом професійної клубної ігрової кар'єри, що тривала 20 років, захищав кольори команд «Литвинов», «Монреаль Канадієнс», «Баффало Сейбрс», «Філадельфія Флаєрс» та «Тампа-Бей Лайтнінг».
Загалом провів 1155 матчів у НХЛ, включаючи 127 ігор плей-оф Кубка Стенлі.
Виступав за збірну Чехії, провів 6 ігор в її складі.

## Нагороди та досягнення
- Бронзовий медаліст молодіжного чемпіонату світу — 1984.
- Срібний медаліст чемпіонату Європи серед юніорів — 1984.
- Олімпійський чемпіон — 1998.
- Учасник матчу усіх зірок НХЛ — 2000.

## Статистика

### Клубні виступи
| Сезон        | Клуб                    | Ліга         | Регулярний сезон | Регулярний сезон | Регулярний сезон | Регулярний сезон | Регулярний сезон | Плей-оф | Плей-оф | Плей-оф | Плей-оф | Плей-оф |
| Сезон        | Клуб                    | Ліга         | І                | Г                | П                | О                | ШХ               | І       | Г       | П       | О       | ШХ      |
| ------------ | ----------------------- | ------------ | ---------------- | ---------------- | ---------------- | ---------------- | ---------------- | ------- | ------- | ------- | ------- | ------- |
| 1982–83      | «Літвінов»              | ЧХЛ          | 4                | 0                | 0                | 0                | 2                | —       | —       | —       | —       | —       |
| 1983–84      | «Літвінов»              | ЧХЛ          | 18               | 3                | 1                | 4                | 20               | —       | —       | —       | —       | —       |
| 1984–1985    | «Монреаль Канадієнс»    | НХЛ          | 73               | 4                | 27               | 31               | 65               | 7       | 1       | 1       | 2       | 12      |
| 1985–1986    | «Монреаль Канадієнс»    | НХЛ          | 73               | 1                | 18               | 19               | 93               | 8       | 0       | 0       | 0       | 21      |
| 1986–1987    | «Монреаль Канадієнс»    | НХЛ          | 70               | 5                | 17               | 22               | 63               | 14      | 0       | 5       | 5       | 10      |
| 1987–1988    | «Монреаль Канадієнс»    | НХЛ          | 69               | 7                | 22               | 29               | 149              | 10      | 0       | 5       | 5       | 12      |
| 1988–1989    | «Монреаль Канадієнс»    | НХЛ          | 71               | 8                | 37               | 45               | 147              | 21      | 1       | 11      | 12      | 16      |
| 1989–1990    | «Монреаль Канадієнс»    | НХЛ          | 60               | 5                | 31               | 36               | 98               | 10      | 0       | 5       | 5       | 2       |
| 1990–1991    | «Монреаль Канадієнс»    | НХЛ          | 60               | 4                | 22               | 26               | 52               | 2       | 0       | 1       | 1       | 2       |
| 1991–1992    | «Монреаль Канадієнс»    | НХЛ          | 58               | 5                | 16               | 21               | 94               | —       | —       | —       | —       | —       |
| 1991–92      | «Баффало Сейбрс»        | НХЛ          | 13               | 1                | 6                | 7                | 52               | 7       | 1       | 4       | 5       | 6       |
| 1992–1993    | «Баффало Сейбрс»        | НХЛ          | 40               | 2                | 24               | 26               | 59               | —       | —       | —       | —       | —       |
| 1993–1994    | «Баффало Сейбрс»        | НХЛ          | 60               | 2                | 14               | 16               | 89               | 3       | 0       | 0       | 0       | 4       |
| 1994–95      | «Хемопетрол» (Літвінов) | ЧЕ           | 8                | 2                | 0                | 2                | 50               | —       | —       | —       | —       | —       |
| 1994–1995    | «Баффало Сейбрс»        | НХЛ          | 26               | 0                | 5                | 5                | 60               | —       | —       | —       | —       | —       |
| 1994–95      | «Філадельфія Флаєрс»    | НХЛ          | 11               | 0                | 3                | 3                | 10               | 14      | 0       | 4       | 4       | 8       |
| 1995–1996    | «Філадельфія Флаєрс»    | НХЛ          | 73               | 1                | 28               | 29               | 105              | 12      | 0       | 6       | 6       | 22      |
| 1996–1997    | «Філадельфія Флаєрс»    | НХЛ          | 67               | 2                | 12               | 14               | 94               | 16      | 1       | 2       | 3       | 16      |
| 1997–1998    | «Філадельфія Флаєрс»    | НХЛ          | 56               | 3                | 15               | 18               | 83               | 3       | 0       | 1       | 1       | 4       |
| 1998–1999    | «Філадельфія Флаєрс»    | НХЛ          | 25               | 4                | 2                | 6                | 28               | —       | —       | —       | —       | —       |
| 1998–99      | «Тампа-Бей Лайтнінг»    | НХЛ          | 34               | 1                | 16               | 17               | 53               | —       | —       | —       | —       | —       |
| 1999–2000    | «Тампа-Бей Лайтнінг»    | НХЛ          | 70               | 2                | 23               | 25               | 170              | —       | —       | —       | —       | —       |
| 2000–2001    | «Тампа-Бей Лайтнінг»    | НХЛ          | 19               | 1                | 3                | 4                | 41               | —       | —       | —       | —       | —       |
| Усього в НХЛ | Усього в НХЛ            | Усього в НХЛ | 1028             | 58               | 341              | 399              | 1605             | 127     | 4       | 45      | 49      | 135     |

### Збірна
| Рік                | Команда            | Турнір             |    | І | Г | П | О  | ШХ |
| ------------------ | ------------------ | ------------------ | -- | - | - | - | -- | -- |
| 1983               | Чехословаччина     | ЮЧЄ                | 5  | 0 | 0 | 0 | 8  |    |
| 1984               | Чехословаччина     | МЧС                | 7  | 0 | 4 | 4 | 16 |    |
| 1984               | Чехословаччина     | ЮЧЄ                | 5  | 1 | 1 | 2 | 16 |    |
| 1998               | Чехія              | ОІ                 | 6  | 1 | 1 | 2 | 39 |    |
| Молодіжна збірна   | Молодіжна збірна   | Молодіжна збірна   | 17 | 1 | 5 | 6 | 40 |    |
| Національна збірна | Національна збірна | Національна збірна | 6  | 1 | 1 | 2 | 39 |    |